# Unión Feminista Libre
La Unión Feminista Libre (UFL) (en árabe : الإتحاد النسائي الحر) es una organización marroquí que aboga por los derechos de las mujeres y el colectivo LGBT y su protección contra la violencia de género y la homofobia. 

## Descripción
La Unión Feminista Libre es una asociación no gubernamental que lucha contra la violencia de género y la homofobia. Fue creada el 21 de marzo de 2016, por la activista Nidal Azhary, que es además su directora ejecutiva.
Esta es la primera organización que ha obtenido la autorización del gobierno marroquí para defender los derechos de las mujeres y al colectivo LGBT. Se encuentra dentro del feminismo interseccional y su activismo esta orientado a la creación de un espacio para las mujeres LGBT en el que puedan organizase y apoyarse las unas a las otras.

## Asistencia a las víctimas
Brinda asistencia legal, psicológica y médica a las supervivientes de todas las formas de violencia, mediante sesiones con psicólogos, psiquiatras o abogados. Durante la pandemia de COVID-19, se produjo un aumento significativo de las llamadas de emergencia para escapar de la violencia doméstica que requerían alojamiento. Las supervivientes de violencia no suelen denunciar el abuso o buscar ayuda en los organismos oficiales o en las autoridades. Como respuesta a esto, la UFL está creando un albergue que facilita que la experiencia sea menos traumática y más segura para las supervivientes realizando talleres y actividades. Lo que fortalece a su vez la capacidad de la UFL para recoger testimonios de calidad y evidencia para apoyar su trabajo y facilitar los procesos judiciales.

## Promoción y movilización
La Unión Feminista Libre aboga por los derechos de las mujeres y la comunidad LGBT. Ha participado con unas cuarenta asociaciones en una movilización del movimiento de mujeres en Marruecos, para la reforma del Código de Familia marroquí, acusándolo de discriminatorio. Este movimiento exige una revisión profunda y completa de todos los libros del Código de Familia, incluido el relativo a la herencia.
Basándose en los principios de igualdad y no discriminación por razón de sexo, creencias o situación familiar, de conformidad con las disposiciones de la Constitución y la Convención sobre la Eliminación de Todas las Formas de Discriminación contra la Mujer. La Unión Feminista Libre trabaja para despenalización de las relaciones entre personas del mismo sexo en Marruecos junto a otras asociaciones, tras la detención de dos niñas por homosexualidad, a causa de un beso.

## Aplicación móvil
La Unión Feminista Libre lanzó el 21 de marzo de 2016 en Rabat la primera aplicación para la documentación del acoso sexual en Marruecos, disponible en árabe marroquí y en francés en Google Play. Manchoufouch es una plataforma de denuncia de todo tipo de violencia basada en el género y/o la sexualidad. Los incidentes diferidos son visibles en un mapa en línea. La asociación orienta a testigos o víctimas que compartieron su testimonio a recursos y asociaciones e informa sobre derechos, incluyendo posibles procesos judiciales. Un botón de solicitud de ayuda permite solicitar sistemáticamente a las autoridades competentes.